# Hakea lissocarpha
Hakea lissocarpha är en tvåhjärtbladig växtart som beskrevs av Robert Brown. Hakea lissocarpha ingår i släktet Hakea och familjen Proteaceae. Inga underarter finns listade i Catalogue of Life.